# Arcee

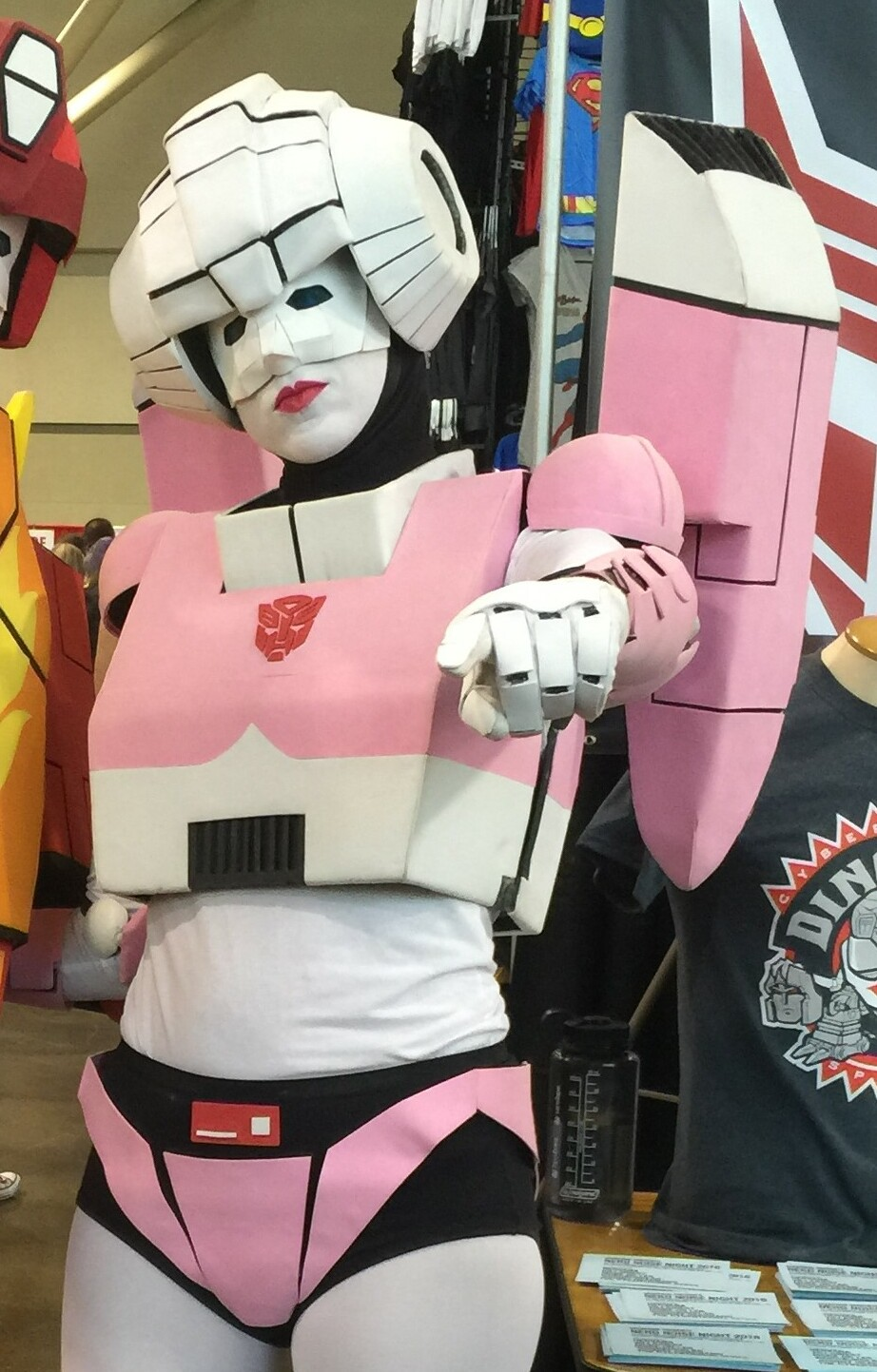
Arcee Cosplay na Fan Expo Canadá 2016.

Arcee é uma personagem de ficção da franquia Transformers. É o nome de várias autobot femininas, de cor rosa e, na maioria das vezes, azul. Sendo uma das mais famosas autobots femininas, ela fez muitas aparições e tem tido várias encarnações mais do que qualquer outra. Originalmente, seu modo alternativo é um carro. No entanto, em encarnações posteriores, tem se transformado em uma moto. A personagem ganhou muita notoriedade após aparecer em Transformers: Prime, apesar de que a encarnação é significativamente alterada do que outras. O design, modo alternativo e personalidade de Arcee variam dependendo da continuidade.